# Goran Kukić
Goran Kukić (Sarajevo, 1. decembra 1956) je srpski i jugoslovenski umetnički fotograf.

### Biografija
Diplomirao je na Ekonomskom fakultetu u Sarajevu. Godine 1980. postaje član Udruženja likovnih umetnika primenjenih umetnosti i dizajnera Bosne i Hercegovine (ULUPUBIH), a samim tim i Udruženja Jugoslavije. Sa 28 godina dobija status slobodnog umetnika, kao najmlađi u bivšoj Jugoslaviji.
Početak rata u Sarajevu 1992. godine preselio je Kukića sa porodicom u Beograd, gde iste godine biva primljen u Udruženje likovnih umetnika primenjenih umetnosti i dizajnera Srbije (ULUPUDS).

## Nagrade i priznanja
Dobitnik je više nagrada za svoje radove, od kojih su među najvažnijim:
- 1985 — Zlatna plaketa za kolor fotografiju u Krakovu (Poljska) u to vreme jednom od reprezentivnijih salona fotografije
- 2003 — Aprilski salon „Collegium Artisticum“, nagrada za nove medije
- 2004 — Bijenale u Aleksandriji, bronzana plaketa za rad iz oblasti Novih medija

Pored fotografije, Kukić se bavi i dizajnom i dobitnik je mnogih konkursa za plakate, kalendare i druge dizajnerske forme.

## Spoljašnje veze
- Lični sajt Архивирано на веб-сајту  (29. август 2012)